# Claterna
Claterna era una città posta sulla via Emilia, fra le colonie romane di Bologna (Bononia) e Imola (Forum Cornelii). La sua localizzazione è tra la frazione Maggio di Ozzano dell'Emilia ed il torrente Quaderna (affluente dell'Idice), da cui la città prendeva il nome.

## Storia
Claterna è sorta probabilmente come tappa nel tragitto fra le due colonie maggiori, come tanti altri centri che costellano la via Emilia, tutti a una distanza pressoché regolare l'uno dall'altro, che corrisponde ad una giornata di marcia delle legioni.
Con l'inizio della colonizzazione romana della Gallia Cisalpina e la costruzione della via Emilia, in parte forse sul tracciato di un antico sentiero pedecollinare, Claterna fu fondata alla confluenza nell'Emilia di un'altra strada romana che attraversava l'Appennino, forse la via Flaminia Minor, che congiungeva la strada emiliana con Arezzo.
L'insediamento, di medie dimensioni per quei tempi, sorse verso l'inizio del II secolo a.C. (le fonti storiche indicano il 183 a.C.). Inizialmente un semplice villaggio, ottenne il rango di municipium nel I secolo a.C., come capoluogo di un territorio compreso fra i torrenti Idice e Sillaro.
Come molte altre città dell'Impero, Claterna cominciò il suo declino durante la crisi del III secolo, colpita dalla crisi economica e politica delle istituzioni Romane e dall'inizio delle incursioni barbariche. La città si impoverì e la popolazione diminuì, fino al definitivo abbandono poco dopo la caduta dell'Impero romano d'Occidente, tra il V e VI secolo.
È un raro esempio di città scomparsa in Emilia-Romagna.

## Gli scavi ed i ritrovamenti

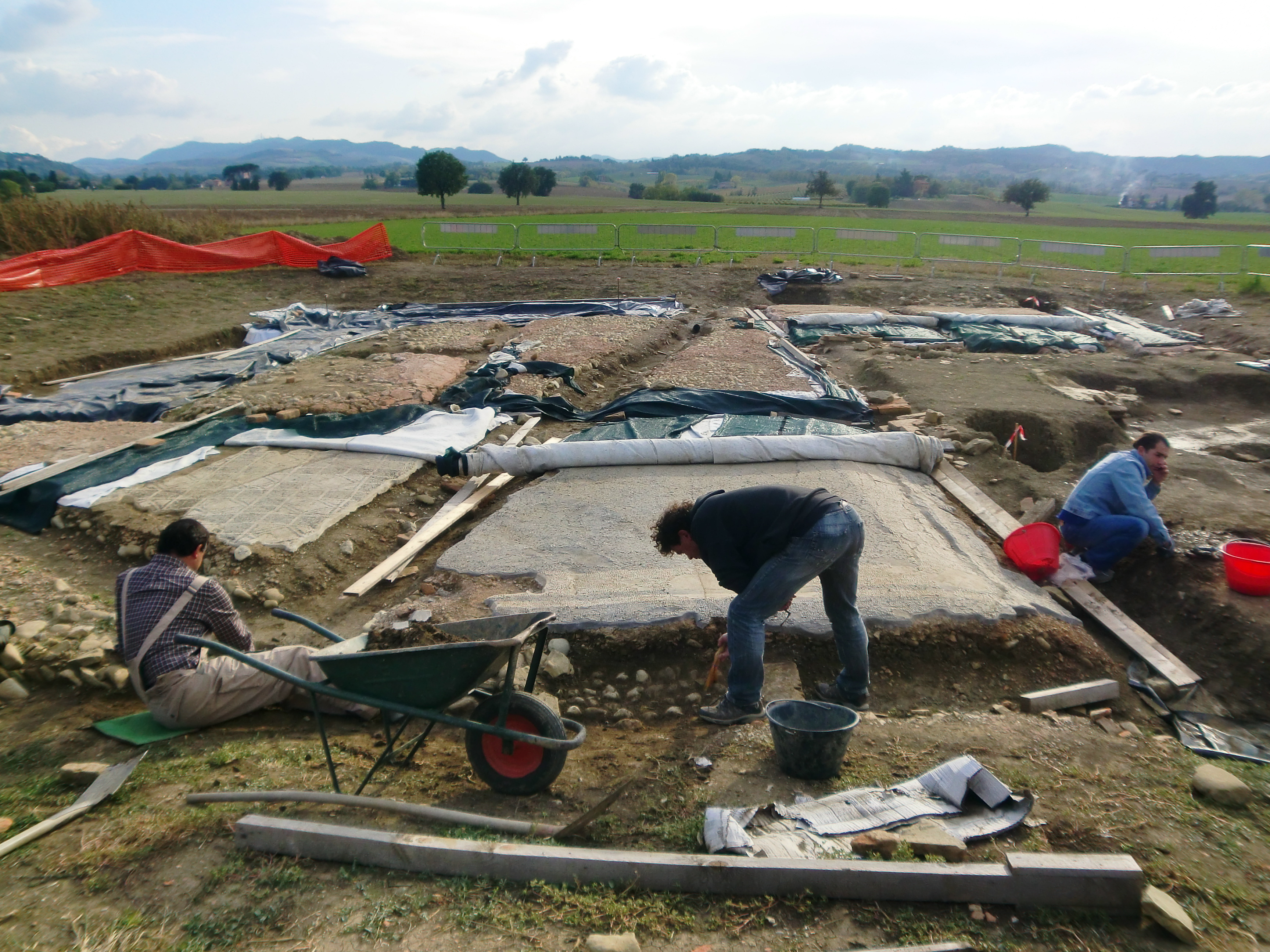
La villa romana di Claterna in fase di scavo. Visibili i mosaici già restaurati e i solchi provocati dalle arature

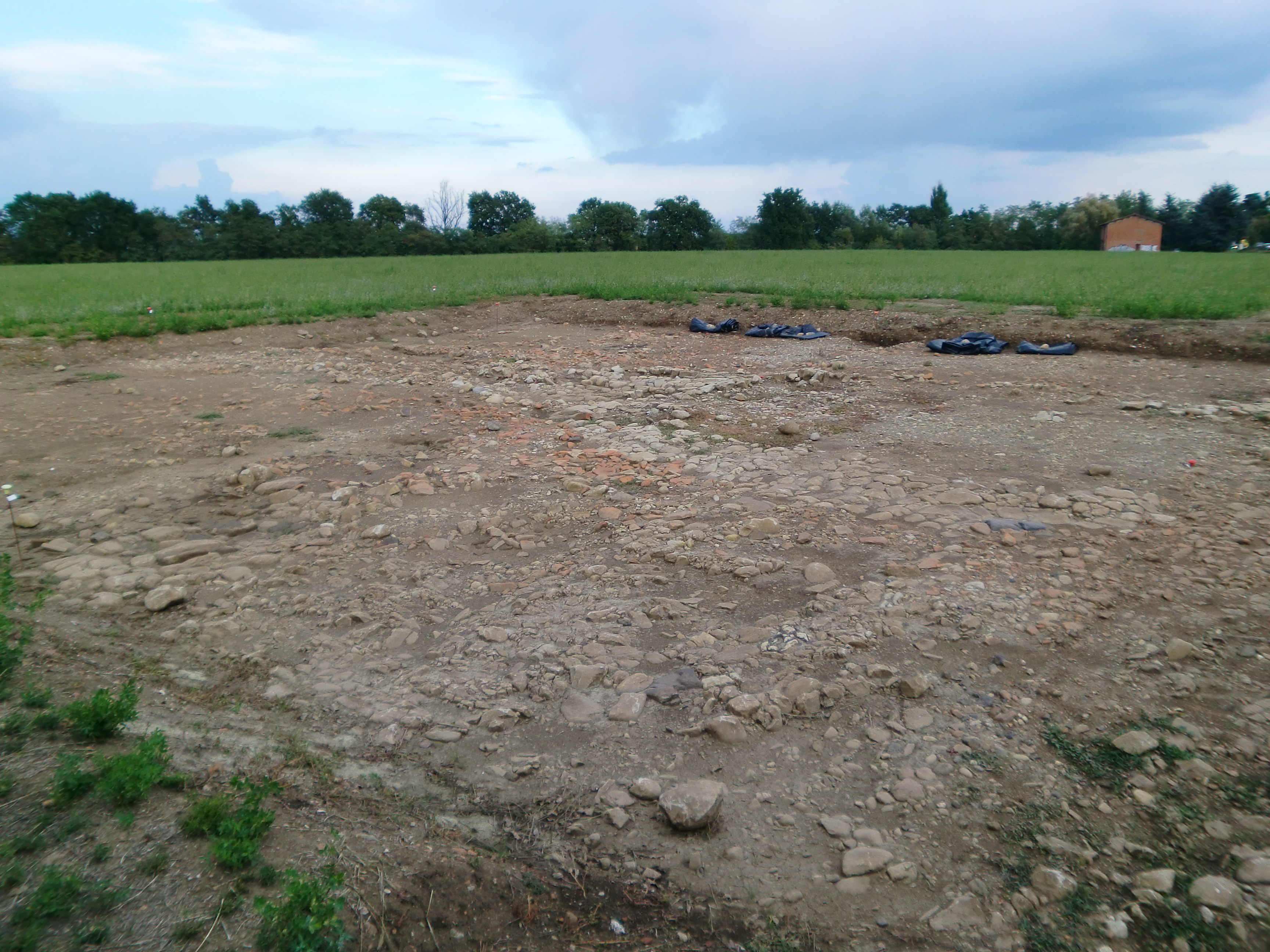
Il probabile foro di Claterna, all'incrocio fra l'antica via Emilia e il cardo maximus (oggi ricoperto)

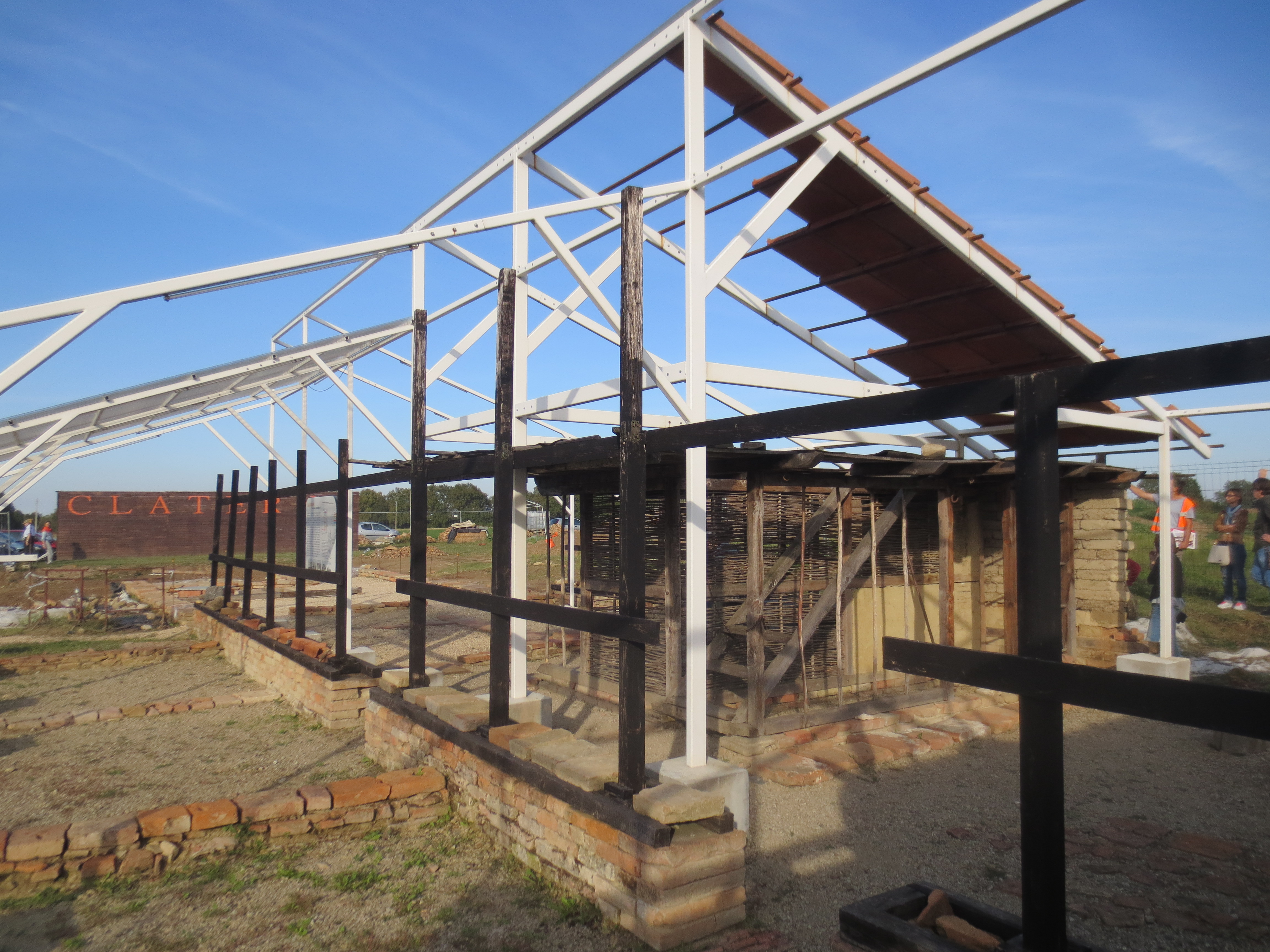
Ricostruzione della "domus del fabbro" nel 2019

Il ritrovamento dei primi reperti (dovuto all'aratura dei campi), diede l'abbrivio a una serie di scavi effettuati fra il 1890 e il 1933. La guida era affidata a Edoardo Brizio, direttore del Museo Civico di Bologna e a Salvatore Aurigemma, commissario della Soprintendenza alle Antichità. Altre ricerche, dirette da Guido Achille Mansuelli, si svolsero nel corso degli anni cinquanta e sessanta.
Questi scavi si limitarono, inizialmente, a piccole esplorazioni della città antica, e misero in luce alcuni tratti stradali, ambienti e parti di case private tipicamente romane (domus) con pavimentazioni a mosaico e cocciopesto. Furono trovati anche edifici di funzione più dubbia (come una struttura absidata, scavata parzialmente nel 1959). Ovviamente, si rinvennero anche grandi quantità di reperti vari (ceramiche, monete, vasi di vetro, ecc.). Negli anni trenta, furono ritrovate alcune pavimentazioni di particolare interesse, le quali sono oggi esposte al Museo Civico Archeologico di Bologna. Da allora le occasioni di scavo furono molto limitate e circoscritte in massima parte alla fine degli anni ottanta; altri interventi di scavo furono più che altro rinvenimenti casuali dovuti alla realizzazione di nuovi impianti Enel, Hera e fibre ottiche.
Dagli anni ottanta un gruppo archeologico organizzato da volontari e appassionati, in collaborazione con archeologi professionisti, ha riavviato campagne di scavo.
Oggi è possibile visitare lo scavo con i pavimenti di una domus detta domus dei mosaici nel settore 12, a sud della via Emilia, e la ricostruzione in archeologia sperimentale di un'abitazione-officina artigiana a nord della strada, nel settore 11, detta domus del fabbro. I resti degli altri scavi (fra cui il teatro e il foro) sono stati ricoperti in attesa di risolvere il problema (prevalentemente economico) della loro sistemazione definitiva.
Rimane ancora molto da scoprire di questa antica città, sia sulla sua genesi (vi sono anche alcune evidenze di precedenti insediamenti etruschi e celtici) sia come caso di studio particolare, dovuto al fatto che in pochi altri casi in Italia una città è rimasta dimenticata e sepolta quasi intatta sotto i campi.

## Il museo

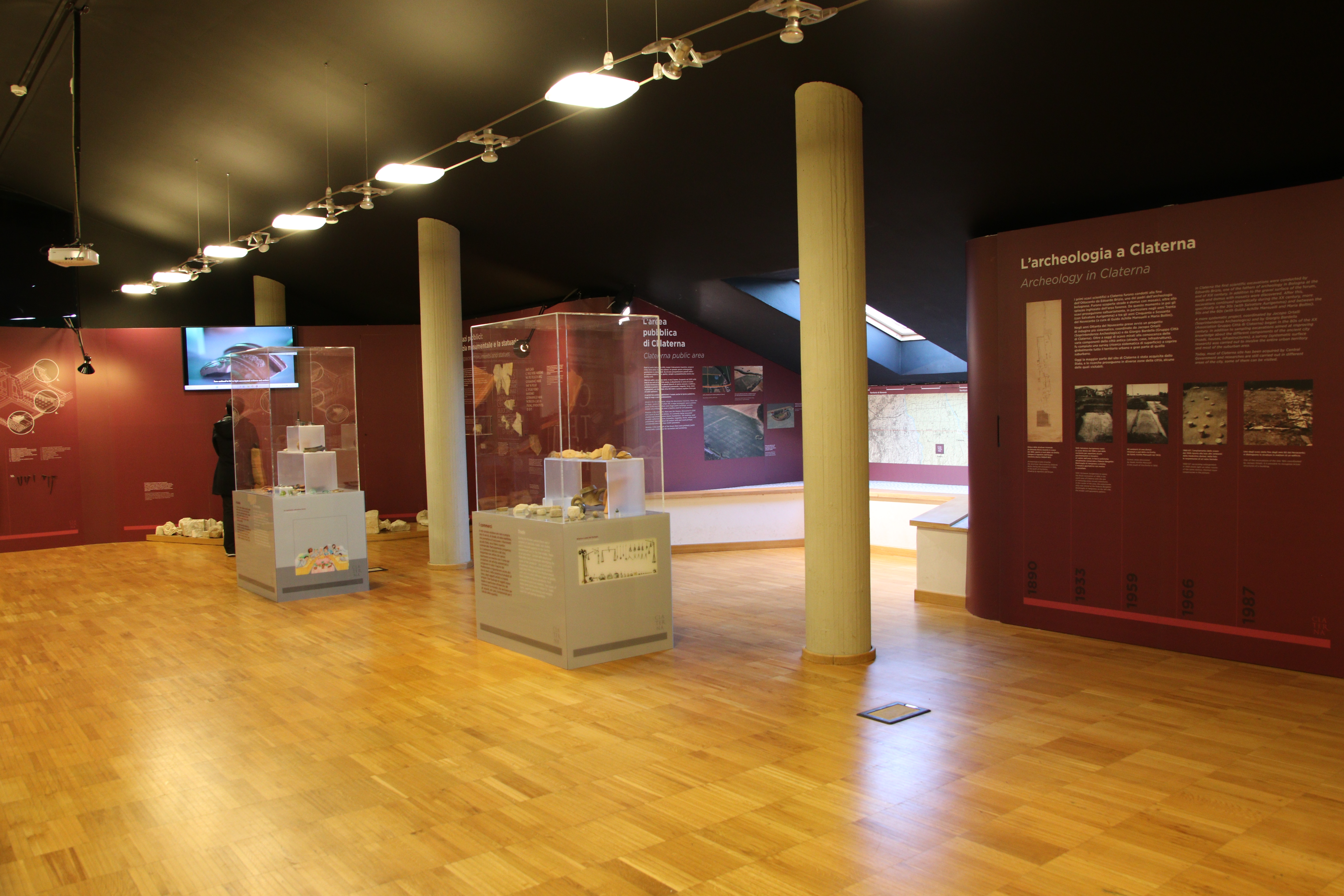
Il museo nel 2025.

Il Museo della città romana di Claterna, al secondo piano del Palazzo della Cultura in Piazza Salvador Allende a Ozzano, è stato inaugurato ufficialmente il 30 marzo 2019.